# Oswajanie zwierząt

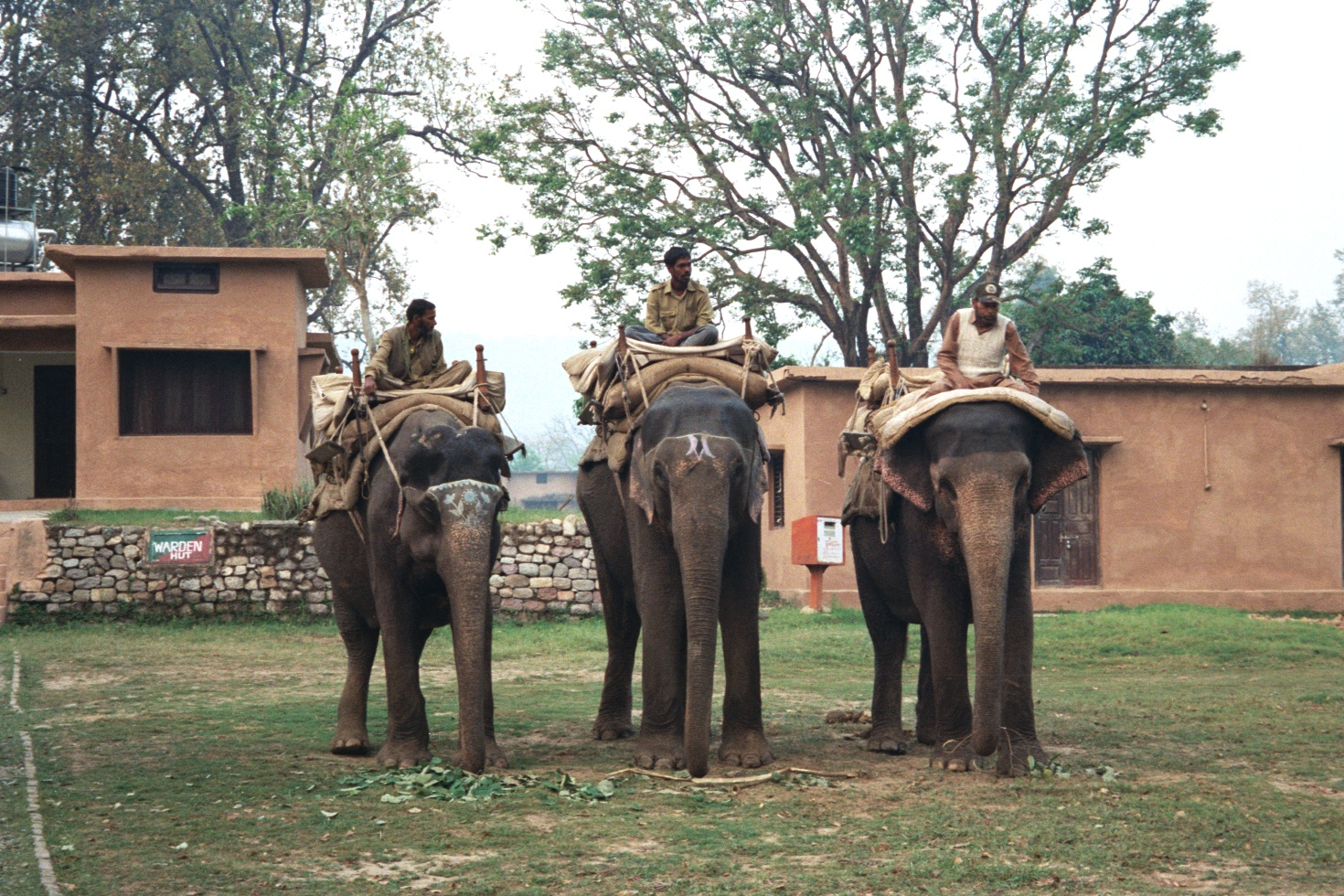
Oswojone słonie indyjskie

Oswajanie zwierząt, obłaskawianie zwierząt – proces osobniczy polegający na stopniowym zmniejszaniu, a następnie wygaszaniu lęku przed człowiekiem, występującego u zwierząt dzikich. 
Proces ten odbywa się poprzez uczenie się i niemal zawsze ma charakter zamierzony przez człowieka.
Oswojenie wyraża się stopniowym zanikiem reakcji obronnych (zarówno agresji jak i ucieczki czy akinezji).
Początkowo oswojenie zwierzęcia następuje tylko w stosunku do jednej osoby. Niekiedy stosunek ten rozciągnięty zostaje następnie także na innych ludzi. 
Oswojenie było pierwszym etapem udomowienia (domestykacji) zwierząt – oswojone dzikie zwierzęta, w wyniku długotrwałego oddziaływania człowieka, zwłaszcza poprzez ludzką ingerencję na czynniki genetyczne i środowiskowe, w kolejnych pokoleniach wykształcały stopniowo formy i cechy coraz bardziej odbiegające od form i cech występujących u ich dzikich pobratymców, aż do wykształcenia się odrębnych form gatunkowych lub podgatunków.
W minionych epokach historycznych oswajanie dotyczyło jedynie tych gatunków zwierząt, które wykazywały przydatność dla gospodarki człowieka. Od końca XIX w. liczba gatunków, których przedstawicieli oswajano, znacząco wzrosła - było to związane z powstawaniem ogrodów zoologicznych, a potem też ośrodków badawczych, gdzie jednym z warunków przebywania zwierząt było ich co najmniej częściowe oswojenie. W przypadku tego typu placówek czynione są starania, mające na celu wyeliminowanie czynnika ludzkiego jako elementu mającego wpływ na ewentualne zmiany w budowie i zachowaniu zwierząt, co ma zapobiegać wykształcaniu się form domowych, jak to miało miejsce z gatunkami udomowionymi w okresie poprzednim. 